# Che tempo che farà
Che tempo che farà è un programma televisivo italiano di genere varietà e talk show, spin-off di Che tempo che fa, trasmesso su Nove dal 2023 con la conduzione di Fabio Fazio, affiancato da Filippa Lagerbäck. Il programma va in onda dallo Studio 6 del Centro di produzione Soul Movie Studios di Milano.

## Edizioni
| Edizione | Anno      | Conduzione  | Conduzione        | Conduzione        | Presenze fisse | Presenze fisse | Presenze fisse | Periodo           | Periodo        | Puntate | Rete  |
| Edizione | Anno      | Conduzione  | Conduzione        | Conduzione        | Presenze fisse | Presenze fisse | Presenze fisse | Inizio            | Fine           | Puntate | Rete  |
| -------- | --------- | ----------- | ----------------- | ----------------- | -------------- | -------------- | -------------- | ----------------- | -------------- | ------- | ----- |
| 1ª       | 2019-2020 | Fabio Fazio | Mago Forest       | Mago Forest       | Raul Cremona   | Ale e Franz    | Gigi Marzullo  | 29 settembre 2019 | 24 maggio 2020 | 33      | Rai 2 |
| 2ª       | 2023-2024 | Fabio Fazio | Nino Frassica     | Filippa Lagerbäck | Ubaldo Pantani | Ubaldo Pantani | Ubaldo Pantani | 15 ottobre 2023   | 12 maggio 2024 | 26      | Nove  |
| 3ª       | 2024-2025 | Fabio Fazio | Filippa Lagerbäck | Filippa Lagerbäck |                |                |                | 6 ottobre 2024    | 18 maggio 2025 | 28      | Nove  |

## Il programma
Andava in onda su Rai 2 subito dopo 90º minuto, cioè dalle 19:40, e terminava alle 20:30 per lasciar spazio al TG2, che a sua volta ridava la linea a Che tempo che fa alle 21:05.
Era condotto da Fabio Fazio e dal Mago Forest, che intervistavano gli ospiti di Che tempo che fa - Il tavolo e andava in onda dagli Studi Rai di via Mecenate a Milano.
Nel cast era presente anche Silvano il mago di Milano (Raul Cremona). Per la comicità si esibivano Ale e Franz con la loro "panchina".
Dal 23 febbraio 2020 al 24 maggio 2020 il programma è andato in onda senza pubblico a causa della pandemia di COVID-19.
Dopo tre anni di assenza, con il passaggio di Che tempo che fa su Nove, viene riproposta la trasmissione dalle 19:30 alle 20:00 condotta da Fabio Fazio con, per la prima edizione sul Nove, Nino Frassica con la partecipazione di Ubaldo Pantani, andando in onda dal dietro le quinte della trasmissione.  
Dall'ottobre 2024 Fabio Fazio è affiancato da Filippa Lagerbäck e il programma diventa lo spin-off culturale di Che tempo che fa con le consuete conversazioni one-to-one con personalità del mondo dell'editoria e dell'arte. 